# Gerardo Ubiría Suárez
Gerardo Ubiría Suárez (* 24. November 1950 in Las Piedras, Uruguay) ist ein uruguayischer Schriftsteller und Journalist.
Der in Montevideo wohnhafte Ubiría Suárez war dort als Journalist bei Cinco Días und La Hora tätig. Von 1991 bis 1995 lebte er in Salto. Dort wurden in der Tageszeitung El Pueblo seine ersten schriftstellerischen Werke publiziert. In dieser Zeit erschien 1993 auch sein Werk La torre en guardia. Zudem wirkte in der "Literatur-Werkstatt" (Taller Literario) Leonardo Garets am Kulturinstitut Casa de Nuna mit. Seine Geschichte Motivo con mar war Teil des 1996 erschienenen Sammelbandes, der anlässlich und als Ergebnis des von Portones Shopping und Ediciones Trilce ausgerichteten Wettbewerbs Cuentos de la Costa erschien. In dieser Konkurrenz, deren Jury Jorge Medina Vidal, Hugo Burel und Rafael Courtoisie bildeten, wurde er für ebendiese Geschichte ausgezeichnet. Im Kurzgeschichten-Wettbewerb der COFAC und der Ediciones de la Banda Oriental erhielt er für Lecturas de verano ebenfalls eine Erwähnung. Das dortige Entscheidungs-Gremium bestand aus Walter Ortiz y Ayala, Washington Benavides, Mario Delgado Aparain, Sylvia Lago und Rosario Peyrou.

## Veröffentlichungen (Auszug)
- 1993: La torre en guardia
- 1996: Motivo con mar in Cuentos de la Costa, Ediciones Trilce[1]
- Lecturas de verano, erschienen in der Zeitschrift Cooperación

## Auszeichnungen
- Erwähnung im Rahmen des Wettbewerbs Cuentos de la Costa
- Erwähnung im Rahmen des Kurzgeschichten-Wettbewerbs der COFAC und der Ediciones de la Banda Oriental